# 航天飞机

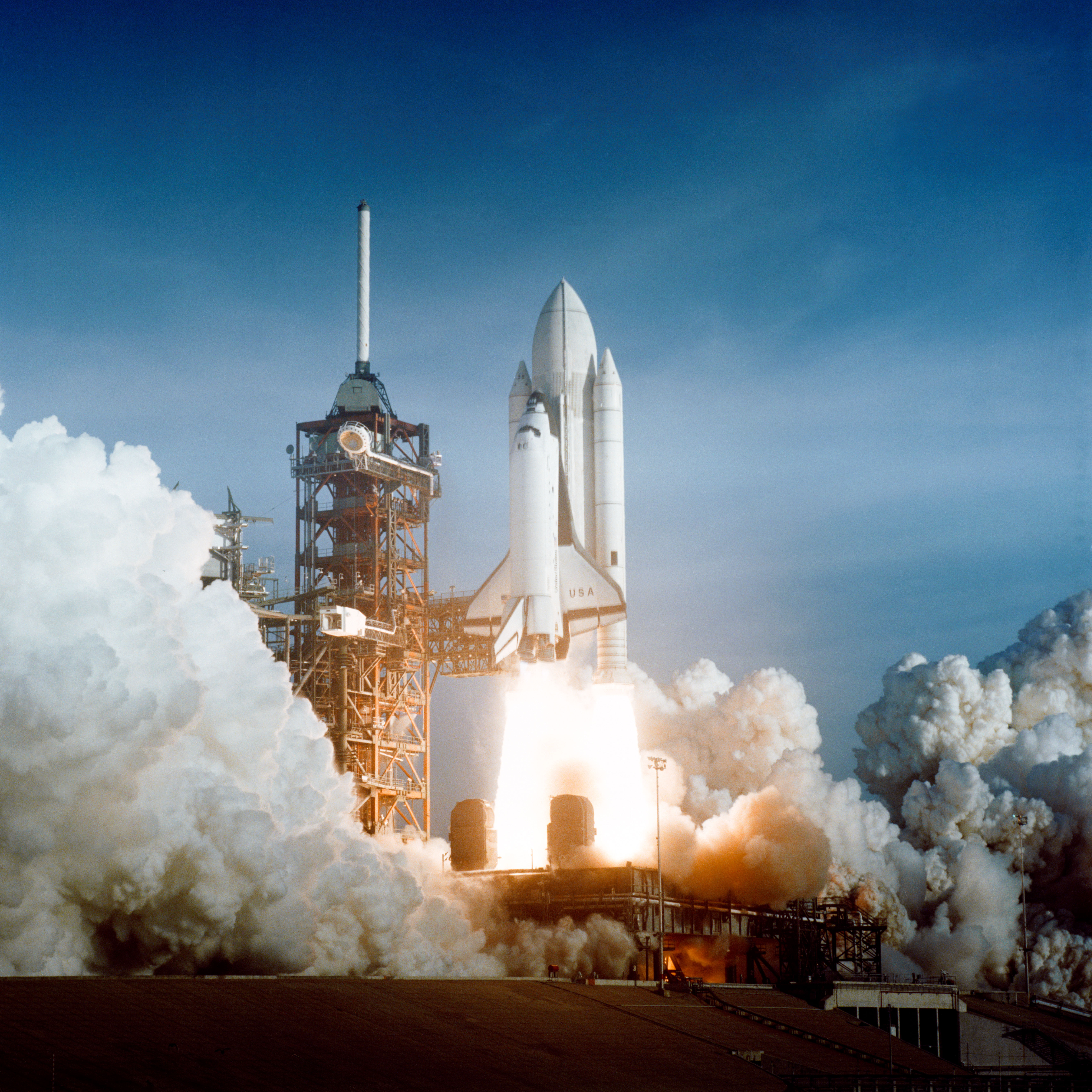
1981年4月12日哥伦比亚号航天飞机执行STS-1任务的起飞瞬间，这是人类历史上首次载人的航天飞机发射任务。

航天飞机是太空飞机当中的一种，主要以运载火箭为载具垂直发射进入太空轨道，并在再入大气层返回时如飞机一般滑翔着陆。狭义上的航天飞机体量巨大且用途广泛，其中间部分一般设置有货舱，可将航天器从地面带到太空中释放，或是执行航天器在轨维修、内置实验舱作为空间试验平台等任务。
航天飞机除运送航天员和有效载荷之外，还支持在轨开展大量的科学实验和空间研究工作。其具备重复使用能力，是可以多次往返于地球和太空之间的航天器。
目前全球仅美国和苏联曾成功研制并发射过航天飞机，且二者均已退役。但“航天飞机”一词广义上亦可以用于指代一些大小、重量和功能上都与载人飞船相当，但亦具有机翼和飞机式外形设计且具备滑翔着陆能力的太空飞机，如追梦者号在中文语境中就被普遍称为“航天飞机”，此外欧洲的赫耳墨斯号亦被称为“航天飞机”（法語：navette spatiale）。